# ホームグロウン
『ホームグロウン』（Homegrown）は、カナダ系アメリカ人ニール・ヤングの42枚目のスタジオ・アルバム。2020年6月19日にリプリーズ・レコードよりリリースされた。1974年6月から1975年1月にかけて録音された音源で構成されている。『渚にて』のリリース後、『ズマ』のセッション前にレコーディングされた。この2枚のアルバムと同様、収録曲の多くは1974年に悪化していたヤングと女優キャリー・スノッドグレスの関係にインスパイアされたものである。アルバムは1975年のリリースに向けて編集され、準備された。代わりに『今宵その夜』がリリースされ、『ホームグロウン』は45年間未発表のままだった。ニール・ヤングのアーカイヴ・キャンペーンが続く中、ようやく2020年のレコード・ストア・デイの一環としてリリースされることになった。そのリリースは、コロナウィルス・パンデミックによるレコード・ストア・デイの延期によって再び延期され、最終的に6月19日にリリースされた。

## 背景
1974年6月から1975年1月にかけて、約30曲が録音されたと言われている、 その多くは、ニール・ヤング・アーカイヴに掲載されているアルバムがキャンセルされる前の手書きのリストで見ることができる。これらのセッションの音源は、大部分がアコースティックで、ギターとハーモニカのヤングのソロ演奏が大半を占めている。ヤングは、「『ホームグロウン』は、『ハーヴェスト』、『カムズ・ア・タイム』、『オールド・ウェイズ』、『ハーヴェスト・ムーン』の間のミッシング・リンクだ」と語っている。この曲はかなり個人的なもので、当時、女優のキャリー・スノッドグレスとの関係がうまくいっていなかった彼の心情がよく表れている。「ちょっと個人的すぎて...怖かったんだ」と、ヤングは後にキャメロン・クロウのインタビューに答えている。
リリース間近で、ジャケットも作られていた。しかし、最後の最後でヤングは『ホームグロウン』をやめ、代わりに1973年に録音され、お蔵入りになっていたもう1枚のアルバム『今宵その夜』をリリースすることを選んだ。ヤングは、『ホームグロウン』の試聴パーティーを開き、『今宵その夜』がたまたま同じリールに収録されていたと述べている。彼はその試聴の後、『今宵その夜』の 「演奏とフィーリングにおける全体的な強さ」と、『ホームグロウン』が 「非常に落ち込んだアルバムだった 」という理由から、『今宵その夜』のリリースを決めた。

## 曲解説
ヤングは当時、新しいアルバムのために何十曲もの曲を用意していたが、この曲順で選ばれた曲は、キャリー・スノッドグレスとの関係の崩壊をテーマにしている。
「Separate Ways」でヤングは、子供をもうけたにもかかわらず、キャリーとの最後の別れについて歌っている。ヤングのウェブサイトに寄せられたファンレターによると、この曲にはバッキング・ヴォーカルが入る予定だったが、レコーディングされなかったという。ヤングは、1976年の『太陽への旅路』でスティーヴン・スティルスとのスティルス=ヤング・バンドでスタジオでこの曲をよりソウルフルなアレンジで再演し、1993年のブッカー・T＆ザ・MG'sとのツアーでも再演した。
Try」の歌詞には、キャリーの母親が好んで口にしていたフレーズが取り入れられており、その中には「I'd like to take a chance/but shit, Mary, I can't dance」というフレーズも含まれている。キャリーの母親は、セッションの少し前に自殺で亡くなっていた。
「バラのいたずら」は、ヤングのコンサート・アンコールの定番曲「Dance, Dance, Dance」のリメイクである。この曲はクレイジー・ホースのデビュー・アルバムにも収録されている。「バラのいたずら」は新しい歌詞が特徴で、後にリンダ・ロンシュタットがカヴァーする。ヤングは1977年のコンピレーション・アルバム『ディケイド』に「バラのいたずら」を収録している。ヤングはライナーノーツでこの曲を次のように書いている。「空港からマウイ島ハナに向かう車の中で書いた。CSNYの74年再結成ツアーのリハーサル中に牧場で録音した。後に、大きな茶色の瞳をしたソウルフルな女の子、リンダ・ロンシュタットによってうまく仕上げられた」。
「Homegrown」はマリファナを吸うことへのストレートな賛辞である。ヤングは1975年、アルバム『アメリカン・スターズン・バーズ』のためにクレイジー・ホースとこの曲を再録音する。
「Florida」は、ヤングとキースがワイングラスの縁をこすったり、ピアノの弦を弾いたりする不協和音のサウンドを伴った、ナレーション入りの悪夢である。『今宵その夜』のオリジナル盤に付属していたブックレットには、『渚にて』のクレジットに重ねて歌詞が掲載されていた。
「Kansas」と「Mexico」は、『Shakey』の中で「ヤングのソロ演奏-短く、断片的で、幻覚作用がある」と説明されている。「Kansas」の歌詞は、悪夢から覚めた後に恋人がそばにいることの安堵感を描写している。
ヤングは自身のウェブサイトへの2018年の投稿で、「White Line」を書いたことを回想している： 「CSNYの1974年のスタジアム・ツアーで、私はPearlの後ろで 「White Line」を書いた。ジョエル・バーンスタイン（友人、アーキビスト、写真家）は、この写真に私がオリジナルをタイプしているのが写っていると信じている。彼はアーカイブにあるタイプライターのページとこの写真を見比べ、この曲が 「White Line」であることを突き止めた。ヤングは1975年、『アメリカン・スターズン・バーズ』のセッションでクレイジー・ホースと、1990年には『傷だらけの栄光』でグループと、ドラッグを連想させるタイトルを含むヴァースなしでこの曲を再レコーディングした。
「Vacancy」は、ウェンブリーでのCSNYツアー最終日の直後にアムステルダムで書かれた。そのギター・リフは、スティルスの 「Black Queen」でのヤングのリズム・ギター・パートから発展したものだ。
「小さな翼」は1980年に 『タカ派とハト派』からリリースされた。ヤングは1977年にもダックスと別のアレンジで「小さな翼」を演奏している。
アルバムの最後を飾る 「ベツレヘムの誇り」は、ある関係の終わりを受け入れることについて歌っている。ヤングはCSNYとのツアーで、この曲にヴァースを追加してリリースした。ニール・ヤング・アーカイヴのウェブサイトによると、ベン・キースとエミルー・ハリスは、ハリスのL.A.の自宅でこの曲のヴォーカルをオーバーダビングしたという。1975年の『ローリング・ストーン』誌のキャメロン・クロウのインタビューで、ヤングは、例えばエミルー・ハリスの「美しいハーモニー」を引き合いに出して、その後のアルバムで『ホームグロウン』の一部をリリースしたいという意向を示している。「ベツレヘムの誇り」は1977年に『アメリカン・スターズン・バーズ』に収録された。

## レコーディング
このアルバムの曲は1974年6月から1975年1月にかけて様々な場所でレコーディングされた。専用のレコーディング・セッションは1974年12月にナッシュヴィルのクアドラフォニック・スタジオで行われ、エリオット・メイザーがプロデュースし、『Harvest』がレコーディングされた時と同じ状況で行われた。前作がヤングとキャリー・スノドグレスの関係の始まりに触発された曲を収録しているのに対し、『ホームグロウン』はその関係の終わりに触発された曲を収録している。1974年は作家としてのヤングにとって多作な時期で、『ホームグロウン』に収録される予定だった12曲のほかにも、1970年代のアルバムに散りばめられたり、2020年の『ニール・ヤング・アーカイヴスVol.2：1972-1976』まで未発表となったりする多くの曲を書いている。
7月、CSNYは1970年の『4ウェイ・ストリート』以来の北米スタジアム・ツアーに出発した。その準備のため、バンドはヤングの北カリフォルニアの牧場に集まり、膨大なレパートリーをリハーサルした。リハーサル中、ヤングは6月15日にソロで、16日にベーシストのティム・ドラモンドと、17日にクロスビー、スティルス、ナッシュと新曲を数曲レコーディングした。
6月15日、ヤングは「バラのいたずら」「The Old Homestead」「Love/Art Blues」「Through My Sails」「Barefoot Floors」のソロ・デモを録音した。子守歌「Barefoot Floors」は2021年にヤングのウェブサイトで初公開された。この曲はニコレット・ラーソンのアルバム『Sleep, Baby, Sleep』でもカバーされている。この「Love/Art Blues」の歌詞は、ヤングの人生における個人的な優先事項と創造的な優先事項の間の緊張を嘆いている。彼はコンスタント・マイヤーズにこう語っている。「あの女の子たちは、自分が熱心に何かに取り組んでいると、いつも嫉妬するんだ」。
16日、ヤングはベーシストのティム・ドラモンドとともに自宅スタジオに戻った。その日、彼は「Homefires」と「Love Is a Rose」のマスターテイクを含む少なくとも8曲を録音した。彼は、燃え盛る火の前で、それぞれの曲をすぐに演奏した。さらに「Pardon My Heart」のバッキング・トラックも録音し、1975年のアルバム『ズマ』で発表される前にオーバーダビングを施した。さらに「Love/Art Blues」、「New Mama」、「The Old Homestead」にも挑戦した。告白的なピアノ・ソロ曲「L.A. Girls and Ocean Boys」もこの日に録音された。その歌詞は『ズマ』の「Danger Bird」に挿入された。ヤングはドラモンドと新しく書いた「Hawaiian Sunrise」もレコーディングした。ヤングは回顧録『Special Deluxe』の中で、リハーサル中にこの曲を書いたことを回想している：
牧場でツアーのリハーサルをしながら、「Hawaiian Sunrise」という新曲を書いた。毎日、新しい曲を書いていたような気がする。私の人生にはいろいろな変化があったから、その変化を何かに変えて、毎日曲を書いた。私はいつも、人生における出来事を曲のインスピレーションとして見ていた。私たちはとても簡単に歌っていた。流れるようだった。みんなマリファナでハイになっていて、興奮していた。（デヴィッド）クロスビーがピーター・フォンダに電話をかけて、山小屋のリビングルームから電話越しに4人で「Hawaiian Sunrise」を歌ったんだ。今までで一番うまく歌えた。今でも、レコーディングしていなかったことを残念に思っている。これが、私が音楽のレコーディングについて学んだ最大の教訓のひとつだ。『熱いうちにやれ』。どの曲にもその瞬間がある。
6月17日、ヤングはCSNYとレコーディングを行い、『ズマ』に収録された「Through My Sails」のテイクを制作した。グループは「New Mama」の新しいアレンジでヤングを助け、「Love/Art Blues」に挑戦し、前日の「Hawaiian Sunrise」のテイクのためにヴォーカルを追加録音した。
1974年のCSNYツアーで、ヤングは17曲の新曲をステージで初披露した。ウェンブリー・スタジアムでの公演の2日前、ヤングはザ・バンドのロビー・ロバートソンと新曲「White Line」をレコーディングした。1974年9月12日、ロンドンのランポート・スタジオでレコーディングされた。ザ・バンドはCSNYの夏のツアーでオープニング・アクトを務めていた。デュオはこの曲をアコースティック・ギターでレコーディングし、ロバートソンがヤングの演奏を引き立てるために華を添えた。
CSNYツアーの後、ヤングは9月末から10月初めにかけて、グラハム・ナッシュ、ジョエル・バーンスタイン、オランダ人ジャーナリストのコンスタント・マイヤーズとともに1週間半アムステルダムを訪れた。彼は 「Vacancy」と 「Frozen Man」に取り組み、豊富な新曲に興奮し、新曲を演奏してレコーディングを始めたいという熱意をマイヤーズに伝えた。彼は、多くの曲が水をテーマにしており、移動式スタジオを使ってイビサやモナコでのレコーディングを考えているとつぶやいている：
「最近、次から次へと曲を作っているんだ。新曲が37曲できたので、ぜひ演奏したい。可能だと思う？フォーク・クラブか何かで、僕が隠れて演奏できるようなところはないかな？CSN&Yのおかげで、最近とても気分がいいんだ。今回はすべてがうまくいった。今はもう終わってしまったけど、1年半後にはまた一緒にやれるような気がしている。その間にバンドを結成して新曲を演奏したい。『今宵その夜』のように、いつも新しいものを届けたい。この37曲で、新しいアーティストのように、新しいレパートリーで再出発したい。ここでもレコーディングしたい。未知の期間、姿を消すというハガキをアメリカに送り返したよ」
ヤングはヨーロッパでのレコーディングを断念し、カリフォルニアの牧場に戻った。ヤングは11月11日、ティム・マリガンとブロークン・アロー牧場でセッションを行ない、いくつかのデモを録音した。これらの曲の多くは、スノドグレスとの関係が破綻したことに対する彼の傷心を反映したものだった。そして「Vacancy」、「One More Sign」、「Frozen Man」、「Give Me Strength」、「Bad News Comes to Town」のテイクはすべて最終的に『Neil Young Archives Vol.II』に収録された。「Give Me Strength」は、スノッドグレスの友人で、ヤングの牧場にジークの世話係として住んでいたベーシスト、ビリー・タルボットの義理の妹、エレン・タルボットのヴォーカルがフィーチャーされている。「Give Me Strength "は最終的に2017年の『Hitchhiker』に1976年録音で収録される。ヤングはまた、1988年のブルーノーツとのツアー中に、今度はホーン・セクションを従えて 「Bad News Comes to Town 」を再訪し、2015年の『ブルーノート・カフェ』にライヴ収録された。
12月の第1週、ヤングはキャリーの母親の葬儀に参列するためにシカゴを訪れた。その間にチェス・レコードを予約し、新しいギタリスト、フランク・サンペドロを迎えて再結成したクレイジー・ホースと「Changing Highways」と「Vacancy」のレコーディングを試みた。ヤングは『ニール・ヤング自伝』の中でこう回想している： 「チェス・スタジオに着くと、大きな古いレンガ造りの建物の5階にあり、歴史的な雰囲気が漂っていた。神聖な場所にいるような気がした。ファンキーで、ハリウッドでプレーしたスタジオのような高級感はなかった。でも、必要なものはすべて揃っていた。そのセッションで1曲「Changing Highways」をレコーディングした。ポンチョをスタジオに迎えての実験のようなものだったが、うまくいった。ロックしたよ」。サンペドロは2021年のインタビューでこう振り返っている： 「チェスに行ったんだけど、とてもクールな場所だった。俺はチャック・ベリーの大ファンだったんだ。そこにいるだけで、すごいって感じだったよ。チェスでやった他の曲は 「Vacancy」だった。ベンとナッシュビルのミュージシャンたちが演奏したのを聴いたとき、ちょっと感動したんだ。この曲は大好きだ。でも、俺たちのバージョンは、もっと制御不能で、バッシングされ、クレイジーだった。節末の小さな転換が、俺らのヴァージョンではディストーションとクレイジーさばかりが先行して、なんだかわからなくなってしまったんだ」。
『ホームグロウン』のスタジオ・セッションは1974年12月中旬、ナッシュビルのクアドラフォニック・サウンド・スタジオで本格的に始まった。ヤングは『スペシャル・デラックス』の中で、その時の様子をこう回想している：
「私たちは16番街のクアドラフォニック・サウンドで、エリオット・メイザーがボードを務めた。Quadはナッシュビルの多くのスタジオと同じように一軒家の中に建てられた小さなスタジオで、親密な雰囲気とサウンドが特徴だった。私のようなシンガーソングライターの間で人気があった。初日、私たちはドラムのケニー・バトリー、ベースのティム・ドラモンド、スティールのベン・キース、そしてアコースティック・ギターの私と一緒にレコーディングした。これらのミュージシャンは、アルバム『ハーヴェスト』ではストレイ・ゲイターズとして知られ、ソウルフルで一流のプレイヤーたちだった。ドラモンドはジェームス・ブラウンやコンウェイ・トゥイッティらとプレイしたことがある。ベンはパッツィー・クラインやホークショー・ホーキンスなどと共演していた。バトリーはロイ・オービソンやエヴァリー・ブラザーズ、数え切れないほどのカントリー・アーティストやヒット曲にビートを与えていた。彼らの仲間になれたことは幸運だった。私たちは、アムステルダムで書いた「Frozen Man」という曲をレコーディングした。
12月11日、レヴォン・ヘルムがバトリーに代わり、グループは「The Old Homestead」と「Daughters」、そして「Homegrown」のオープニングを飾る2曲「Separate Ways」と「Try」をレコーディングした。「The Old Homestead」は1980年に『タカ派とハト派』に収録された。
12月13日にも同じスタジオで、今度はドラムにカール・ヒンメルを迎えてバンド・セッションが行われ、「Star of Bethlehem」、「Homegrown」、「Deep Forbidden Lake」が生まれた。 「Deep Forbidden Lake」は1977年に『ディケイド』に収録され、ヤングはライナーノーツで「『時は消え去りて』から始まった長い暗黒期の終わりを意味するものであることを願っている」と述べている。「Bad News Comes to Town」、「Frozen Man」、「Changing Highways」のいくつかのヴァージョンもクアドラフォニックでのセッションで録音された。
1974年12月31日、ブロークン・アローで彼のバンドと「We Don't Smoke It No More」と「Love/Art Blues」が録音された。その4日後、グループは 「Vacancy 」のヘヴィでエレクトリックなヴァージョンを録音した。Long May You Run」、「Barefoot Floors」、「Motorcycle Mama」のヴァージョンもこのセッションで録音された。「Motorcycle Mama」は、彼の新しい恋愛対象であり、やがて妻となるペギのために書かれたもので、後に1978年の『カムズ・ア・タイム』に収録された。
最終セッションは1975年1月21日、LAのヴィレッジ・レコーダー・スタジオで行われた。今回はヤングがギターかピアノを弾く短いソロ曲で構成された。録音された曲の中には、「Little Wing」、「Mexico」、「Kansas」、そしてスポークン・ワード・トラックの 「Florida」がある。

## リリース
2010年、ニール・ヤングのオンライン新聞によると、『ホームグロウン』は他の時期の未発表アルバムとともに、彼のアーカイヴズ・プロジェクトの第2弾に収録するために 「再構築中」だという。『クローム・ドリームス』や『今宵その夜』のセッション・アセテートなど、ヤングのこの時期の同様の未発表コレクションとは異なり、『ホームグロウン』がブートレグとして流通することはなかった。
2019年7月、ニール・ヤング・アーカイブスのマスタリング・チームはオリジナル・マスター・テープの作業を開始した。ニール・ヤング・アーカイブスの公式サイトには、テープの箱の写真やそれぞれの手書きのメモがいくつか掲載されており、オリジナルをソースとして新しいアナログ・マスターを作成するために必要だった作業の多くが明らかになっている。また、オリジナル・テープが破損した部分の代用としてセーフティ・コピーも使用された。
2019年11月21日、ニール・ヤングのアーカイヴのウェブサイトに、『ホームグロウン』が2020年に予定されている最初のアナログ盤としてリリースされることを発表する記事が掲載された。記事には、エンジニアのジョン・ハンロンがアルバムの1曲（「We Don't Smoke It No More」）の全アナログ・トランスファーを監督している短い動画も含まれていた。
アルバムは2020年6月19日にリリースされた。「Try 」は、2020年5月13日にニール・ヤングのアーカイヴ・サイト限定でシングルとしてリリースされ、2020年6月10日に「Vacancy」が発表された。
2020年4月18日という当初の発売日は、COVID-19のパンデミックのために延期せざるを得なかった。

## 評価
| 専門評論家によるレビュー | 専門評論家によるレビュー |
| 総スコア                 | 総スコア                 |
| 出典                     | 評価                     |
| ------------------------ | ------------------------ |
| AnyDecentMusic?          | 8.2/10                   |
| Metacritic               | 88/100                   |
| レビュー・スコア         |                          |
| 出典                     | 評価                     |
| AllMusic                 | [ 12 ]                   |
| American Songwriter      | [ 13 ]                   |
| Beats Per Minute         | 78%                      |
| Clash                    | 9/10                     |
| Consequence of Sound     | B                        |
| DIY                      | [ 17 ]                   |
| Exclaim!                 | 8/10                     |
| MusicOMH                 | [ 19 ]                   |
| NME                      | [ 20 ]                   |
| Rolling Stone            | [ 21 ]                   |
| Pitchfork                | 8.8/10                   |

『ホームグロウン』は、音楽批評家たちから普遍的な賞賛を受けた。主要出版物のレビューに100点満点で加重平均評価を与えるメタクリティックでは、このリリースは17のレビューに基づいて平均88点を獲得した。

アレックス・マクレヴィは『A.V.クラブ』誌に寄稿し、このリリースを賞賛し、「長い間聴かれることなく埋もれていたとしても、傑作であることに変わりはない」と書いている。どちらかと言えば、時間が経ったことで、レコーディングのみずみずしい親密さが増し、ヤングの余裕のある豊かな楽器編成（そして昔ながらのミニマルなプロダクション）が、オートチューニングのデジタル化の時代に一層際立っている」と書いている。

## 収録曲

### サイド 1
1. 「セパレート・ウェイズ（Separate Ways）」（3分33秒）
  - ニール・ヤング（ギター、ヴォーカル、ハーモニカ）、ベン・キース（ペダル・スティール）、ティム・ドラモンド（ベース）、レヴォン・ヘルム（ドラムス）1974年12月11日、ナッシュビル、クアドラフォニック・サウンド・スタジオにて録音。プロデュース：ニール・ヤング＆エリオット・メイザー
2. 「トライ（Try）」（2分47秒）
  - ニール・ヤング（ギター、ヴォーカル）、ベン・キース（ペダル・スティール、ヴォーカル）、ティム・ドラモンド（ベース）、レヴォン・ヘルム（ドラムス）、エミルー・ハリス（ヴォーカル）、ジョー・ヤンキー（ピアノ
  - 録音：1974年12月11日、ナッシュビル、クアドラフォニック・サウンド・スタジオ プロデュース：ニール・ヤング＆エリオット・メイザー
3. 「メキシコ（Mexico）」（1分40秒）
  - ニール・ヤング - ピアノ、ヴォーカル
  - 録音：ヴィレッジ・レコーダーズ、ロサンゼルス、1975/1/21 プロデュース：ニール・ヤング＆ベン・キース
4. 「ラヴ・イズ・ア・ローズ」 (2:16)
  - ニール・ヤング - ギター、ヴォーカル、ハーモニカ、ティム・ドラモンド - ベース
  - 1974年6月16日、カリフォルニア州ウッドサイド、ブロークン・アロー・ランチのスタジオにて録音。プロデュース：ニール・ヤング＆ティム・マリガン
5. 「ホームグロウン（Homegrown）」（2分47秒
  - ニール・ヤング（ギター、ヴォーカル）、ベン・キース（ラップ・スライド・ギター）、ティム・ドラモンド（ベース）、カール・T・ヒンメル（ドラムス）
  - 録音：1974年12月13日、ナッシュビル、クアドラフォニック・サウンド・スタジオ プロデュース：ニール・ヤング＆エリオット・メイザー
6. 「フロリダ（Florida）」（2分58秒）
  - ニール・ヤング：ワイングラス、ピアノ・ストリングス、ヴォーカル；ベン・キース：ワイングラス、ピアノ・ストリングス、ナレーション
  - 1975年1月21日、ロサンゼルスのヴィレッジ・レコーダーズにて録音。プロデュース：ニール・ヤング＆ベン・キース
7. 「カンザス（Kansas）」(2分12秒)
  - ニール・ヤング - ギター、ヴォーカル、ハーモニカ
  - 録音：ヴィレッジ・レコーダーズ、ロサンゼルス、1975/1/21 プロデュース：ニール・ヤング＆ベン・キース

### サイド 2
1. 「ウィ・ドント・スモーク・イット・ノー・モア（We Don't Smoke It No More）」（4分50秒）
  - ニール・ヤング（ギター、ヴォーカル、ハーモニカ）、ベン・キース（ラップ・スライド・ギター、ヴォーカル）、ティム・ドラモンド（ベース）、カール・T・ヒンメル（ドラムス）、スタン・ゼレスト（ピアノ）、サンディ・マゼオ（ヴォーカル）
  - 1974年12月31日、カリフォルニア州ウッドサイド、ブロークン・アロー・ランチのスタジオで録音。プロデュース：ニール・ヤング、ベン・キース＆ティム・マリガン
2. 「ホワイト・ライン（White Line）(3分14秒）」
  - ニール・ヤング - ギター、ヴォーカル、ハーモニカ; ロビー・ロバートソン - ギター
  - 録音：1974年9月12日、ロンドン、ランポート・スタジオ プロデュース：ニール・ヤング＆エリオット・メイザー
3. 「ヴァカンシー（Vacancy）」 (3分59秒）
  - ニール・ヤング - ギター、ヴォーカル、ハーモニカ; ベン・キース - ラップ・スライド・ギター、ヴォーカル; ティム・ドラモンド - ベース; カール・T・ヒンメル - ドラム; スタン・セレスト - ウーリッツァー・エレクトリック・ピアノ
  - 録音：1975年1月4日、カリフォルニア州ウッドサイド、ブロークン・アロー・ランチ、スタジオ プロデュース：ニール・ヤング、ベン・キース、ティム・マリガン
4. 「小さな翼（Little Wing）」 (2分10秒）
  - ニール・ヤング - ギター、ヴォーカル、ハーモニカ
  - 1975年1月21日、ロサンゼルスのヴィレッジ・レコーダーズにて録音。プロデュース：ニール・ヤング＆ベン・キース
5. 「ベツレヘムの誇り（Star of Bethlehem）」（2分42秒）
  - ニール・ヤング：ギター、ヴォーカル、ハーモニカ、ベン・キース：ドブロ、ヴォーカル、ティム・ドラモンド：ベース、カール・T・ヒンメル：ドラムス、エミルー・ハリス：ヴォーカル
  - 録音：1974年12月13日、ナッシュビル、クアドラフォニック・サウンド・スタジオ プロデュース：ニール・ヤング＆エリオット・メイザー

## 参加ミュージシャン
- ニール・ヤング - ギター（1-2、4-5、7-12）、ハーモニカ（1、4、7-12）、ピアノ（2-3）、ワイングラス（6）、ピアノ・ストリングス（6）、ナレーション（6）、ヴォーカル（1-5、7-12）、プロダクション
- ベン・キース：ペダル・スティール・ギター（1-2）、ラップ・スライド・ギター（5、8、10）、ドブロ（12）、ワイングラス（6）、ピアノ・ストリングス（6）、ナレーション（6）、ヴォーカル（2、8、10、12）、プロダクション（3、6-8、10-11）
- ティム・ドラモンド - ベース（1-2、4-5、8、10、12）、ヴォーカル（8、10）
- リヴォン・ヘルム - ドラム (1-2)
- カール・T・ヒンメル - ドラム (5, 8, 10, 12)
- ロビー・ロバートソン - ギター (9)
- エミルー・ハリス - バッキング・ヴォーカル (2, 12)
- サンディ・マッツェオ - バッキング・ヴォーカル (8)
- スタン・ツェレスト - ピアノ (8)、ウーリッツァー・ピアノ (10)

制作スタッフ
- エリオット・メイザー - プロデュース（1-2、5、12）
- ティム・マリガン - プロデュース (4, 8-10)
- ジョン・ハンロン - アセンブリー、プリマスタリング、レストア[24]
- トム・ウィルクス - カバーアート
- ヘンリー・ディルツ - 裏表紙写真
- アレックス・テンタ - デザイン
- クリス・ベルマン - マスタリング
- エリオット・ロバーツ - ディレクション